# Mirošov (ort i Tjeckien, Plzeň)
Mirošov är en stad i Tjeckien.   Den ligger i regionen Plzeň, i den västra delen av landet, 70 km sydväst om huvudstaden Prag. Mirošov ligger 455 meter över havet och antalet invånare är 2 237.
Terrängen runt Mirošov är kuperad österut, men västerut är den platt.  Trakten runt Mirošov är nära nog obefolkad, med mindre än två invånare per kvadratkilometer. Närmaste större samhälle är Rokycany, 7,6 km nordväst om Mirošov. I omgivningarna runt Mirošov växer i huvudsak blandskog.